# Джордж Вільямс (футболіст, 1995)
Джордж Вільямс (англ. George Christopher Williams, нар. 7 вересня 1995, Мілтон-Кінз) — валлійський футболіст, захисник клубу «Джиллінгем».
Виступав, зокрема, за «Фулгем» і національну збірну Уельсу.

## Клубна кар'єра
Народився 7 вересня 1995 року в місті Мілтон-Кінз. Вихованець юнацьких команд футбольних клубів «Мілтон-Кінс Донс» та «Фулгем».
У дорослому футболі дебютував 2011 року виступами за команду клубу «Мілтон-Кінс Донс», в якій провів один сезон, взявши участь лише у 2 матчах чемпіонату. 
Своєю грою за цю команду привернув увагу представників тренерського штабу клубу «Фулгем», до складу якого приєднався 2012 року. У лондонському клубі був здебільшого гравецм комнади дублерів. 
Частину 2015 року знову захищав кольори команди клубу «Мілтон-Кінс Донс», граючи на умовах оренди.
2016 року також на орендних умовах приєднався до «Джиллінгема».

## Виступи за збірні
У складі юнацької збірної Уельсу взяв участь у 5 іграх, відзначившись одним забитим голом.
З 2014 року залучається до складу молодіжної збірної Уельсу. На молодіжному рівні зіграв в одному офіційному матчі.
У 2014 році дебютував в офіційних матчах у складі національної збірної Уельсу. У травні 2016 року був включений до заявки національної команди для участі у фінальній частині чемпіонату Європи у Франції.